# Entferner
Entferner ist eine Indie-Rock-Band aus Wien.

## Geschichte
Entferner wurden Anfang 2006 in Kalksburg, Wien gegründet. Gründungsmitglieder waren Julian Gabler, Peter Bruck, Roman Embacher und Alexander Tolios. Bereits 2007 begannen sie, ihr erstes Album bei GAB Music zu produzieren. Mit der Single Häuschen am Meer landeten sie im selben Jahr bereits im Finale des Ö3 Soundchecks. 2009 veröffentlichte die Band schließlich ihr Debüt-Album denn je. Die Single Häuschen am Meer lief in Rotation auf Ö3 sowie vereinzelt auf anderen Radiostationen. Das Werk heimste durchwegs positive Kritiken ein. Die Band trat in Österreich und Italien auf, spielte mit Acts wie Mondscheiner, Minisex und Sigi Maron sowie auf Festivals wie dem Donauinselfest und den Wiener Bezirksfesten. Dazwischen setzen sie immer wieder Unplugged-Konzerte in Wien an.
2011 ersetzte Moritz Holy Alexander Tolios am Bass. Beide sind jedoch auf dem im Herbst 2013 erschienenen zweiten Studioalbum Die Unordnung der Dinge zu hören. Wie bereits das erste Album wurde auch Die Unordnung der Dinge auf dem Label GAB Music veröffentlicht, diesmal jedoch in Kooperation mit monkey music und dem Vertrieb Rough Trade. Die erste Singleauskopplung daraus trägt den Titel Ganz in der Nähe.
Seit 2013 sind Entferner bei Mano Cornuta Artist Management unter Vertrag.

## Diskografie

### Alben
- 2009: denn je (GAB Music)
- 2013: Die Unordnung der Dinge (GAB Music / Rough Trade)

### Singles
- 2009: Häuschen am Meer
- 2013: Ganz in der Nähe